# Boley
Boley és un poble dels Estats Units a l'estat d'Oklahoma. Segons el cens del 2000 tenia 1.126 habitants.

## Demografia
Segons el cens del 2000, Boley tenia 1.126 habitants, 136 habitatges, i 79 famílies. La densitat de població era de 265,1 habitants per km².
Dels 136 habitatges en un 18,4% hi vivien nens de menys de 18 anys, en un 33,8% hi vivien parelles casades, en un 19,1% dones solteres, i en un 41,9% no eren unitats familiars. En el 36% dels habitatges hi vivien persones soles el 19,9% de les quals corresponia a persones de 65 anys o més que vivien soles. El nombre mitjà de persones vivint en cada habitatge era de 2,35 i el nombre mitjà de persones que vivien en cada família era de 3,1.
Per edats la població es repartia de la següent manera: un 7,6% tenia menys de 18 anys, un 9,1% entre 18 i 24, un 51% entre 25 i 44, un 24,5% de 45 a 60 i un 7,7% 65 anys o més.
L'edat mediana era de 39 anys. Per cada 100 dones de 18 o més anys hi havia 490,9 homes.
La renda mediana per habitatge era de 16.042 $ i la renda mediana per família de 27.500 $. Els homes tenien una renda mediana de 21.875 $ mentre que les dones 20.625 $. La renda per capita de la població era de 9.304 $. Entorn del 25% de les famílies i el 40,2% de la població estaven per davall del llindar de pobresa.

## Poblacions més properes
El següent diagrama mostra les poblacions més properes.